# Eurhopalothrix apharogonia
Eurhopalothrix apharogonia är en myrart som beskrevs av Roy R. Snelling 1968. Eurhopalothrix apharogonia ingår i släktet Eurhopalothrix och familjen myror. Inga underarter finns listade i Catalogue of Life.